# Yves Delvingt
Yves Delvingt (ur. 8 lutego 1953 w Baccon) – francuski judoka. Dwukrotny olimpijczyk. Zajął piąte miejsce z Moskwie 1980 i dziesiąte w Montrealu 1976. Walczył w wadze lekkiej i półlekkiej.
Wicemistrz świata w 1979; uczestnik zawodów w 1975. Zdobył osiem medali na mistrzostwach Europy w latach 1975 - 1979, w tym cztery w zawodach drużynowych. Trzeci na wojskowych MŚ w 1976 roku.
Jego brat Guy Delvingt, również był zapaśnikiem i olimpijczykiem z Los Angeles 1984.

## Letnie Igrzyska Olimpijskie 1976
| Konkurencja | Eliminacje                | Eliminacje               | Eliminacje             | Klas. końcowa |
| Konkurencja | Przeciwnik I              | Przeciwnik II            | 1/4                    | Miejsce       |
| ----------- | ------------------------- | ------------------------ | ---------------------- | ------------- |
| 63 kg       | Enrique del Valle (ECU) Z | Yoshiharu Minami (JPN) Z | Felice Mariani (ITA) P | 10.           |

## Letnie Igrzyska Olimpijskie 1980
| Konkurencja | Eliminacje             | Repasaże                      | Repasaże                 | Finały                   | Klas. końcowa |
| Konkurencja | Przeciwnik I           | Przeciwnik I                  | Przeciwnik II            | o 3 miejsce              | Miejsce       |
| ----------- | ---------------------- | ----------------------------- | ------------------------ | ------------------------ | ------------- |
| 65 kg       | Cendijn Damdin (MGL) P | Daniel Francois Fyfer (ZIM) Z | Wolfgang Biedron (SWE) Z | Janusz Pawłowski (POL) P | 5.            |